# マッド・ハイジ
『マッド・ハイジ』（原題：Mad Heidi）は、2022年に公開されたゴアバイオレンスアクション映画。ヨハンナ・シュピリによる古典的な児童文学『アルプスの少女ハイジ』を基にした、スイス初のエクスプロイテーション映画作品。
監督はヨハネス・ハートマン、サンドロ・クロプフシュタイン。
キャッチコピーは「教えておじいさん、復讐の仕方を！」。

## 概要
チーズとチョコレートを食べることを強制するファシスト政権に支配された架空のスイスを舞台に、独裁者マイリによって恋人のペーターと家族を失ったハイジの壮絶な復讐劇を中心に描く。
製作にあたり、スイスの文化や歴史、民俗学、そして、70年代と80年代のエクスプロイテーション映画からインスピレーションを得ている。
タイトル・ロールとなるハイジ役をアリス・ルーシーが演じ、アルペヒ役でデヴィッド・スコフィールド、そして、マイリ役でキャスパー・ヴァン・ディーンが出演する。

## あらすじ
20年前、架空の国スイスではチーズ会社社長のマイリが大統領選に立候補していた。彼らが製造を手掛けるマイリスチーズは食べると思考力が低下し、国民を従順な奴隷にするとして、アルペヒや妹夫婦たちはデモで反対を呼びかけていた。しかしマイリの親衛隊を率いるクノールは妹夫婦や反対派を容赦なく射殺し、マイリは大統領として君臨した。
20年後、“アルムおんじ”と名乗るアルペヒは、アルプスの山小屋で妹夫婦の遺児ハイジを育ててきた。美しく成長したハイジは、“ヤギ飼いのペーター”と愛しあっていた。ペーターとの交際に反対する“おんじ”。大統領令でマイリス社製のチーズ以外は禁じられている国内で、ペーターは自家製チーズの密売という危険な仕事をしていたのだ。それを軍司令官となったクノールに知られ、ペーターは見せしめに処刑された。殺害現場に居合わせたハイジは、気丈に“おんじ”の山小屋まで逃げたがクノールに捕えられた。ハイジを助けようと隠し持った武器で応戦するアルペヒ。だが、軍の放った銃弾が樽に詰った火薬に当たり、小屋は木っ端微塵に吹き飛んだ。
反逆者の矯正施設に送られるハイジ。そこには同房であるクララも乗せられていた。クノールの狙いは、捕えた女たちをマイリのチーズなどで虐待してスイス式のレスリング・シュヴィンゲンを教え込み、建国記念日のシュヴィング祭で大統領のために戦わせることだった。一方、自国製チーズの輸出を狙うマイリは、思考力を失う更に強力な『ウルトラスイスチーズ』の完成を急がせていた。国民の奴隷化のためにスイス国内では、チーズを食べられない乳糖不耐症の人間が徹底的に排除され、密告も奨励されていた。
食堂で騒ぎを起こし、各々独房に入れられるハイジとクララ。食事を与えられず、監視窓の外で美味しそうにチーズを食べる様子ばかり見せられる。だがハイジは骸骨の破片を隠し持ち、懐柔に来た所長のロットワイラーを刺殺。鍵を奪い、"祖国に死を"の文字を掲げて隣室のクララを助けに行くが、クララはチーズを食べて思考力を失い、レスリングの女王になると呟くばかりだった。已むを得ず、１人で施設から逃げるハイジ。滝の上にハイジを追い詰め、20年前に彼女の両親を殺したと得意げに語るクノール。両親の元に送ってやると言われ、ハイジは自ら滝に飛び込む。だが、死んだと思われたハイジは生きていた。森を彷徨い古い教会に辿り着くハイジ。それは女神ヘルヴェティアの教会だった。ヘルヴェティアの巫女たちによって鍛えられる中、マイリの手によりウルトラスイスチーズが完成してしまう。国民をより従順で力強い奴隷にするはずのチーズは、食べると醜い怪力の怪物と化すものだった。マイリは従順な怪物を見て最強の兵士を得たと喜ぶ。
20年前にアルペヒと共にマイリのチーズに反対していた男たちは、今でもレジスタンスとしてマイリを非難するビラを作成していた。そのアジトにはアルペヒの姿もあった。彼は山小屋の爆発を生き延びていたのだ。かつての仲間と共にクノールを倒す旅に出るアルペヒ。行く先々の村で同志は増えて行った。
女神ヘルヴェティアから認められたハイジは、魂と一体化しアマゾネスの戦士となり復讐を誓う。これに対しクノールはパトロール隊を全滅させた女性がハイジだと知り、雄牛の甲冑を着たアーマー戦士であるニュートラライザーを送り込んでくる。抵抗するハイジだが、ニュートラライザーに捕えられ闘技場裏で拘束されてしまう。
迎えたシュヴィング祭。世界征服の足掛かりとして、チーズのフランス輸出を狙うマイリはフランスの使節団を招待する。観衆も見守る中シュヴィンゲン大会が始まった。早速現れたクララは同房のフローラ、ロージーに背骨を折られて敗北。最強レスラーだったフローラも倒れる中、ハイジは拘束から抜け出し、無自覚に熱狂する観衆に目を覚ませと訴える。そんなハイジを黙らせる為にマイリはニュートラライザーを登場させる。運命をかけた直接対決。一進一退の攻防にフローラも応戦し、ついにハイジはニュートラライザーの首を取った。会場が観喜に沸く中、クノールの放ったクロスボウの矢がハイジの右胸を貫通した。危機一髪のハイジにアルペヒ率いる反乱軍が駆けつけ使節団や観衆たちは退散。ハイジは取り残されたクノールを国旗の棒で刺殺し、計画は阻止されたように見えた。
その頃、真っ先に工場へ帰還したマイリとフランス使節団は誓約書に同意しウルトラスイスチーズを輸出する最中だった。やがて反乱軍が工場に到着し、マイリはフランス使節団をゾンビ兵士にして最後の抵抗を仕掛ける。ハイジは意表を突いてガス施設を突き破りマイリを転落させる。圧力を利用しとどめの生乳を浴び、マイリは顔ごと吹っとばされた。チーズ政権に終止符を打つため、戦いで致命傷を負ったアルペヒはあえて工場に残ると言い、ハイジは“おんじ”を悔やむ中でチーズ工場を後にした。アルペヒは爆破炎上するチーズ工場と運命を共にし、ハイジとクララはウルトラスイスチーズを輸出する配達車の阻止に向かうのだった。

## 登場人物
ハイジ
アルペヒ（アルムおんじ）
マイリ
クノール司令官
フロイライン・ロッテンマイヤー（スイス表記はRottweiler：ロットワイラー）
矯正施設の施設長。同房であるクララやフローラ、ロージーを闘技場での大会に参加するために、独占企業マイリのチーズなどで虐待し、強くなるように要求するが、ハイジが隠し持っていた骸骨の破片によって刺殺された。
ペーター
クララ・ゼーゼマン
矯正施設に収容された一人。ハイジに救助を求めるもチーズを食わされ思考力を失っており、その勢いで闘技場での大会に参加されフローラ、ロージーに背骨を折られて敗北したが、反旗を翻すアルペヒたちによって立場が逆転されたことで自我を取り戻し、クノールに復讐したハイジと反乱軍にマイリが工場に帰還したことを伝え協力に携わった。
ヘルヴェティア
かつてローマに征服される前にスイス高原に住んでいたガリア人部族の民族名「Helvetii」が由来。アルプス山脈とジュラ山脈に囲まれた台地からなる古代ヨーロッパ中央地域のローマ名で現代のスイス西部に該当し、その事からスイスを象徴する女性に擬えられる。剣と盾を持ち、三つ編みを結っている。長い外衣を着用し、槍とスイス国旗が描かれた盾を持ち、「スイスの母」とも呼ばれる。
ニュートラライザー
雄牛の甲冑を着た男。クノールからの命令でマイリに反旗を翻すハイジを襲い、スイスの闘技場裏で拘束。その後、直接対決でハイジを庇ったフローラを倒すが、あと一歩のところでハイジに首を取られた。

## キャスト
※括弧内は日本語吹替
- ハイジ - アリス・ルーシー（wikidata）（内田真礼[5]）
- アルペヒ - デヴィッド・スコフィールド（英語版）（早川毅[8]）
- マイリ大統領 - キャスパー・ヴァン・ディーン（峰晃弘[8]）
- フロイライン・ロッテンマイヤー - カーチャ・コルム  (de) （今泉葉子）
- ペーター - ケル・マツェナ（真木駿一[8]）
- クララ・ゼーゼマン - アルマル・G・佐藤（wikidata）（久保ユリカ[5]）
- クノール司令官 - マックス・ルドリンガー  (de) （山本満太[8]）
- カリ - ヴェルナー・ビールマイアー  (de)
- シュビッツゲーベル - パスカル・ウリ（ドイツ語版）
- フローラ - ジュリア・フォール
- ロージー - ジャクリーン・フックス
- ルッツ刑務官 - レベッカ・ダイソン・スミス  (de) （上絛千尋[9]）
- マイリ大統領のメイド - ミロ・モアレ
- ヘルヴェティア - アンドレア・フィッシャー・シュルテス（声 - ファビエンヌ・ハードン）
- ヨーデル歌手 - イヴ・ヴュートリッヒ（ドイツ語版）
- ニュートラライザー - マット・カンプフ
- ナレーター/チーズディーラー助手 - パスカル・ホルツァー
日本語吹替版スタッフ
  - 翻訳：橋本有香里
  - 演出：市来満

## 製作
この映画は、Schweizer Radio und Fernsehenの関与を得て、フィルム・カンパニーによって制作された。国際的な配給はスイスプロイテーション・フィルムズが担当した。著作権については本作品の製作国であるスイスでは1976年に保護期間が終了し、既にパブリックドメイン化されていたことから問題なかったとしている。
ストーリーは2015年に同国が製作・公開したファミリー映画『ハイジ アルプスの物語』を逆手に取っており、随所にはテレビアニメ『アルプスの少女ハイジ』にも登場するシーンの数々を再現するなど、日本へのリスペクトも随所に感じられる仕上がりとなっている。　
製作費に関しては主にクラウドファンディングを利用し、19カ国538名の投資家から約200万スイスフラン（日本円で約2億9000万円）を調達した。フィンランドのプロデューサーであるテロ・カウコマーは以前、クラウドファンディングを通じて『アイアン・スカイ』（2012年）の資金を集めたことがあった。
エリック・レーナーが撮影監督を務め、編集はジャン・アンドレッグ (de) とクラウディオ・セア、アイザイ・オズワルドが担当した。また、音楽はマリオ・バトコビッチ、衣装デザインはニナ・ジョーン、プロダクション・デザインはミリアム・ケイリンが担当した。テコンドーの黒帯を持つイギリス系カタルーニャ人の女優のアリス・ルーシーにとって、本作が長編映画デビュー作となった。もともと、Jessy Moravec  (de) がタイトルロールのハイジ役を演じる予定であった。
タイトルについては当初『ハイジランド』にする予定だったが、同名の観光施設が存在することが判明し、同施設から法的措置も示唆されたため、本タイトルになった。また、スイス伝統衣装協会が本作品に登場する衣装に反発して、衣装デザインを担当していた同協会の会員を追放したり、『アルプスの少女ハイジ』のアニメ楽曲使用を権利元から拒否される一幕もあった。

### 撮影
撮影は、2021年9月17日から10月26日まで27日間にわたってスイスで行われた。撮影場所には、ブルクドルフやエルラッハ、エングストリーゲンアルプ、バレンベルク野外博物館などが選ばれた。

## 公開
2022年9月7日にブリュッセル国際ファンタスティック映画祭で初上映され、観客賞を受賞した。また、チューリッヒ映画祭2022では特別招待作品として上映された。ドイツとオーストリア、スイスでは2022年11月24日に劇場公開され、同年12月8日にはウェブサイトで配信が開始された。
日本では2023年7月14日に公開された。日本語吹き替え版も製作され、内田真礼、久保ユリカなどの人気声優が顔を揃えた。
日本での映画配給を担当しているハークとS・D・Pは当初R15+での公開を検討していたが、映画倫理機構（映倫）が定めるレイティングシステムを適用すると随所で画面一杯にぼかしが入り、鑑賞に支障が出る恐れがあるため、やむを得ずR18+指定とした。しかし、本作品の好調もあり、観ることが出来ない高校生からR15+版の上映を要望する声が殺到したため、東京・新宿武蔵野館限定でぼかし修正入りのR15+版（字幕版のみ）の上映を2023年8月4日から行うことを同月1日に発表した。

## 評価
Filmstarts.deでLutz Granertは、5つ星のうち3つ星を付け、「ギャグの幅がもう少し広ければよかったのにと思いつつも、しばしば様々な映画への仄めかし的な言及が多いので楽しい映画である」と指摘している
Sandro Götzはoutnow.chで、この映画は開始1分から楽しませてくれて、グランドフィナーレまで目を離させないと語っている。また、「この映画はスイスに関する面白いギャグや決まり文句に満ちており、孤立したスプラッターシーンが嫌悪感を誘うとしても、誤った王政や誇大妄想のパロディにもなっている」と言及している。
Michael SennhauserはSchweizer Radio und Fernsehenのサイト上で、この映画は確実に期待に応え、その結果、エクスプロイテーション映画の中心的な側面を実践していると書いた。加えて、「最も驚くべきことは、自然でカジュアルな多様性です。これが光沢のある作品よりも目立たないのは、ゴミのようなエクスプロイテーション映画が常に地震学的に機能してきたことと関係があるだろう。すなわち、観客に彼らが望むものを与えているが、メッセージ性はありません」とも指摘している。
一方、セバスチャン・セイドラーは、オンライン版のDie Zeit紙で、この映画を「耐え難いほど陳腐で予測可能」であり、「最も陳腐なファンサービスで、現在のマーベルのスーパーヒーロー映画とは見た目も仕草も異なるが、既製品と同じ」と批判している。また、「胸、お尻、腸」のほか、「刑務所のゴミ、ナチスの戯言」などがノンストップで登場すると指摘している。
Rouven Linnarzは、film-rezensionen.deで「アクションとコメディが融合した非常に面白いエクスプロイテーション映画」と10点満点中7点を付けた。そして、「ハートマンとクロプフシュタインの、このジャンルに対する大きな愛情を、映画のすべてのショットに見ることができ、素晴らしい主演女優に加え、この作品には、娯楽的で血生臭い、愉快な瞬間がたくさんありました」と称賛している。
ウィーン新聞のMatthias Greuling  (de) によると、この作品は「完璧なトリックと素晴らしい映像、シンプルだが効果的なマーケティングコンセプト、チーズが滴るほど誇張されたキャラクター、そして、この国のエゴに歪んだ鏡を突きつけるスイスのイメージで輝いている」とのことである。
本作は奇しくも日本での公開日がテレビアニメ『アルプスの少女ハイジ』の製作に携わった宮崎駿が監督を手掛けている『君たちはどう生きるか』と同じだった。そのため、東京で行われた公開前夜祭において、記者から宮崎へのメッセージを求められたサンドロ・クロプシュタインは「宮崎監督がスイスのハイジというキャラクターを日本から“逆紹介”してくださったことをうれしく思うと同時に、ありがとうと伝えたい」「新作が成功しますように」とエールを送り、ハートマンも「ぜひ『マッド・ハイジ』を観てください」と呼びかけた。

## 受賞歴
| 年   | 式典                                     | 部門             |
| ---- | ---------------------------------------- | ---------------- |
| 2022 | ブリュッセル国際ファンタスティック映画祭 | 観客賞           |
| 2022 | トリエステSFフェスティバル               | 観客賞           |
| 2022 | Vancouver Horror Show                    | 最優秀長編映画賞 |

## テレビ放送
2024年6月24日、民間衛星放送局のWOWOWライブにてぼかし修正入りのR15+版（字幕版）が初放送された。7月31日には高精細の4K画質でWOWOW4Kで放送された。

## 映像ソフト
2023年12月22日にハークよりBlu-rayが販売。日本語吹替版の他、メイキングを収録。